# Пусь Роман Олександрович
Пусь Роман Олександрович (21 серпня 1994 — 7 травня 2023) — солдат Збройних Сил України, учасник російсько-української війни, який загинув під час російського вторгнення в Україну.

## Життєпис
Роман Пусь народився 21 серпня 1994 року у селі Вербівці, Хмельницької області. Згодом родина переїхала до Львова.
Навчався у Ліцеї №51 імені Івана Франка Львівської міської ради.
Здобув освіту за спеціальністю «штукатур, маляр, лицювальник-плиточник» у Державному професійно-технічному навчальному закладі «Львівське вище професійне училище комп’ютерних технологій та будівництва».
У 2015 році вступив на строкову військову службу до лав Національної гвардії України. 
Пізніше працював у будівельній сфері, займався ремонтними роботами.
Із початком повномасштабного вторгнення Російської Федерації до України добровольцем вступив до лав Збройних сил України. Боровся проти держави-терориста у складі 125-ї окремої бригади територіальної оборони ЗСУ, служив стрільцем стрілецької роти.
Вірний військовій присязі, загинув 7 травня 2023 року при виконанні службового обов’язку по захисту Батьківщини. Військовий загинув, виконуючи бойові завдання, поблизу с. Діброва на Луганщині.
У Романа Пуся залишилися мама, бабуся, сестри, племінниці, дядьки, тітки та хрещені батьки.

## Нагороди
В лютому 2024 року відповідно до указу Президента України №135/2023  Роману Пусю за особисту мужність і самовідданість, виявлені у захисті державного суверенітету та територіальної цілісності України, вірність військовій присязі було посмертно відзначено державною нагородою: орденом «За мужність» III ступеня.
В травні 2024 відповідно до указу Міністра оборони України №786 від 21 травня 2024 року відзначено медаллю "Захиснику України".